# Găneasa (Olt)
Găneasa é uma comuna romena localizada no distrito de Olt, na região de Oltênia. A comuna possui uma área de 57.50 km² e sua população era de 4149 habitantes segundo o censo de 2007.